# Гум-Гам (фильм)
«Гум-гам» — советский музыкальный телефильм, экранизация изданной в 1970 году одноимённой фантастической повести Евгения Велтистова о приключениях третьеклассника Максима и его друга — инопланетянина Гум-Гама.

## Сюжет
Ленинградский школьник Максим, гуляя утром в конце зимних каникул, знакомится со странным мальчиком по имени Гум-Гам, оказавшимся пришельцем из далёкого космоса. Они подружились и обменялись игрушками: Гум-Гам дарит Максиму лестницу, с помощью которой возможно летать, Максим же дарит тому обычного воздушного змея. Гум-Гам также показывает Максиму свою «машину перемещений в пространстве» — камень путешествий — с помощью которого можно улететь, куда пожелаешь. Выясняется, что Гум-Гам живёт на планете, которой управляет робот по имени Автук, разрешающий местному населению, таким же мальчикам и девочкам, как и сам Гум-Гам, проводить время только лишь в играх и развлечениях — что они ни попросят, Автук им это даёт. Когда Гум-Гам показывает змея, Автук мигом создаёт множество его копий.
С этого момента Гум-Гам часто появляется на Земле и помимо Максима знакомится с другими его друзьями — каждый раз, когда ребята хотят его позвать к себе, они должны произнести слово «Раз». Гум-Гам устраивает для них различного рода развлечения — заставляет работать аттракционы в день, когда они закрыты, временно устраивает лето среди зимы или организовывает путешествие на корабле по Чёрному морю. Накануне дня, когда в школах должны начаться уроки, Гум-Гам со своими соплеменниками ночью приходят на Землю и дарят ребятам «лунад» — нечто вроде пряника, надкусив который, и сказав «раз», можно «уметь делать всё». Максиму же Гум-Гам помимо этого дарит камень путешествий, чтобы тот мог лететь туда, куда захотел.
Но земные школьники начинают использовать «лунад» совсем не по назначению — в школе они шокируют учителей своими совершенно немыслимыми «знаниями». И вскоре всё становится явным, особенно после того, как обнаруживается, что у «лунада» есть одно свойство — если о нём забыть, то он исчезнет навсегда. Тогда ребята зовут Гум-Гама, чтобы тот дал им новые «лунады», но тот не отвечает на зов. Максим с помощью камня путешествий летит на родную планету Гум-Гама, чтобы выяснить, почему он пропал, и почему ему нельзя общаться со своими новыми друзьями. Гум-Гам объясняет, что Автук запретил им покидать планету, и что это Автук на самом деле управлял всеми чудесами, которые творил на Земле Гум-Гам, и даже «лунад» является его изобретением. Когда Максим и жители планеты потребовали от Автука объяснений, робот перегрелся и сломался. В финальных кадрах инопланетяне обучаются в школе вместе с Максимом и его друзьями.

## В ролях
- Владимир Митрoфанов — Гум-Гам
- Денис Зайцев — Максим Денисов
- Илларион Найденко — Ларик Бочаров-Найденко
- Виктория Бочарова — Вика Бочарова-Найденко
- Иван Доррер — Ваня Сашин
- Никита Ерышев — Петя Зайчиков
- Ксения Баландина — Ксюша
- Михаил Боярский — Михаил, папа Максима
- Николай Иванов — старик Митин
- Вера Титова — бабушка Пети Зайчикова
- Эра Зиганшина — Вера Ивановна, преподаватель музыки
- Николай Крюков — академик
- Татьяна Иванова — Татьяна Николаевна, учительница географии
- Виталий Юшков — учитель математики
- Павлик Орлов — Павел Коробков
- Андрей Квятковский — Андрей Квятковский
- Маша Гардаш — Маша, внучка старика Митина

## Съёмочная группа
- Автор сценария: Леонид Семёнович Палей.
- Текст песен: Леонид Палей.
- Режиссёр-постановщик: Олег Ерышев.
- Оператор-постановщик: Валерий Селюков.
- Художник-постановщик: Борис Петрушанский.
- Композитор: Геннадий Гладков.
- Балетмейстер: Лeoнид Лебедев.

Песни исполняет Михаил Боярский

## Критика
По словам кинокритика Александра Фёдорова, впечатление от неплохого сюжета картины весьма ухудшается вследствие слабой режиссёрской работы и чрезмерно яркого, но при этом неуместно аляповатого и густого грима главных героев фильма. Тем не менее, и в наши дни у «Гум-гама» существуют свои поклонники.